# Lodovico Morosini
Lodovico Morosini (falecido em 1407) foi um prelado católico romano que serviu como bispo de Modon (1390–1407) e bispo de Capodistria (1364–1390).

## Biografia
A 16 de outubro de 1364, Lodovico Morosini foi nomeado bispo de Capodistria durante o papado de Urbano V. No dia 27 de julho de 1365, foi consagrado bispo por Domenico Gaffaro, bispo de Asolo, com Luca, bispo de Cardica, e Giovanni Grandis, bispo de Novigrad, servindo como co-consagradores. A 21 de novembro de 1390, foi nomeado bispo de Modon durante o papado de Bonifácio IX, onde serviu como bispo até à sua morte em 1407.